# Tỉnh lộ 614
De tỉnh lộ 614 is een tỉnh lộ in de Vietnamese provincie Quảng Nam. De lengte van de weg bedraagt ruim 25 kilometer. De weg ligt in de huyệns Tiên Phước en Hiệp Đức.
De weg verbindt thị trấn Tiên Kỳ met de tỉnh lộ 611B in xã Quế Thọ. De weg gaat naast Tiên Kỳ en Quế Thọ door de xã's Tiên Châu, Tiên Cẩm, Tiên Hà en Bình Lâm.
In Tiên Cẩm sluit de tỉnh lộ 615 aan op de TL 614. Deze weg verbindt de TL 614 met de quốc lộ 1A.